# Korda Zoltán
Korda Zoltán (Pusztatúrpásztó (Túrkeve), Jász-Nagykun-Szolnok megye, 1895. május 3. – Hollywood, Kalifornia, USA, 1961. október 23.) filmrendező és producer, Korda Sándor és Korda Vince testvére.

## Élete
Kellner Henrik zsidó származású uradalmi tiszttartó és Weisz Ernesztina gyermeke volt (arcvonásai nagyon hasonlítottak apjáéira). Testvére volt Korda Sándor és Korda Vince, akik szintén a filmszakmában váltak ismertté.
Édesapja 1906-ban vakbélgyulladásban megbetegedett. Betegségét tévesen diagnosztizálták, és hashártyagyulladás gyanújával szállították Túrkevéről Budapestre, de erőfeszítésük hiábavaló volt, és Kellner Henrik meghalt.
Zoltán a testvérével, Sándorral dolgozott együtt Magyarországon és az Egyesült Királyságban. 1918 és 1920 között Magyarországon két, 1927-ben Németországban pedig egy némafilmet készített, első igazi sikere azonban az 1935-ben, az Egyesült Királyságban készült Sanders of the River volt. 1937-ben az Elephant Boy című filmért Robert Flahertyvel együtt kapták meg a Velencei Film Fesztivál Legjobb Rendezőnek járó díját. Több háborús filmet is forgatott Afrikában és Ázsiában. 1940-ben csatlakozott a bátyjához, Korda Sándorhoz Hollywoodban, ahol producerként vett részt A bagdadi tolvaj című film készítésében. Életének hátralévő részét a Kalifornia déli részén lévő otthonában töltötte, de még mindig forgatott filmeket, például 1943-ban egy második világháborús drámát Humphrey Bogarttal.
Felesége Joan Gardner (1930–1961. október 13.) volt. Két fiuk született, Nicholas (1945. január 15. – 2018. október 8.) és David. A család kalandos történetét Michael Korda írta meg A szerencse fiai című művében. Zoltán az ingatag egészségi állapota miatt (tuberkulózisban szenvedett) 1955-ben kénytelen volt nyugdíjba vonulni. Hosszan tartó betegsége után 1961-ben halt meg Hollywoodban. Az ottani temetőben helyezték örök nyugalomra. 

## Filmjei
- Men of Tomorrow (1932)
- Sanders of the River (1935)
- Elephant Boy (1937)
- Riadó Indiában (The Drum, 1938)
- Négy toll (The Four Feathers, 1939)
- A dzsungel könyve (Jungle Book, 1942)
- Sahara (1943)
- Counter-Attack (1945)
- A Woman's Vengeance (1947)
- The Macomber Affair (1947)
- Cry, the Beloved Country (1951)
- Storm Over the Nile (1955)